# Mandarijn (functie)
Een mandarijn (Chinees: 官 guān) was een bestuursambtenaar in het Chinese keizerrijk. De term wordt meestal gebruikt voor ambtenaren, die hun functie in de Chinese bureaucratie verwierven op grond van hun succes bij het Chinees examenstelsel. Vanaf de Song-dynastie (960 - 1279) was dit succes vrijwel de enige weg om een functie als deze te verwerven. Dit systeem heeft tot 1905 gefunctioneerd.

## Etymologie

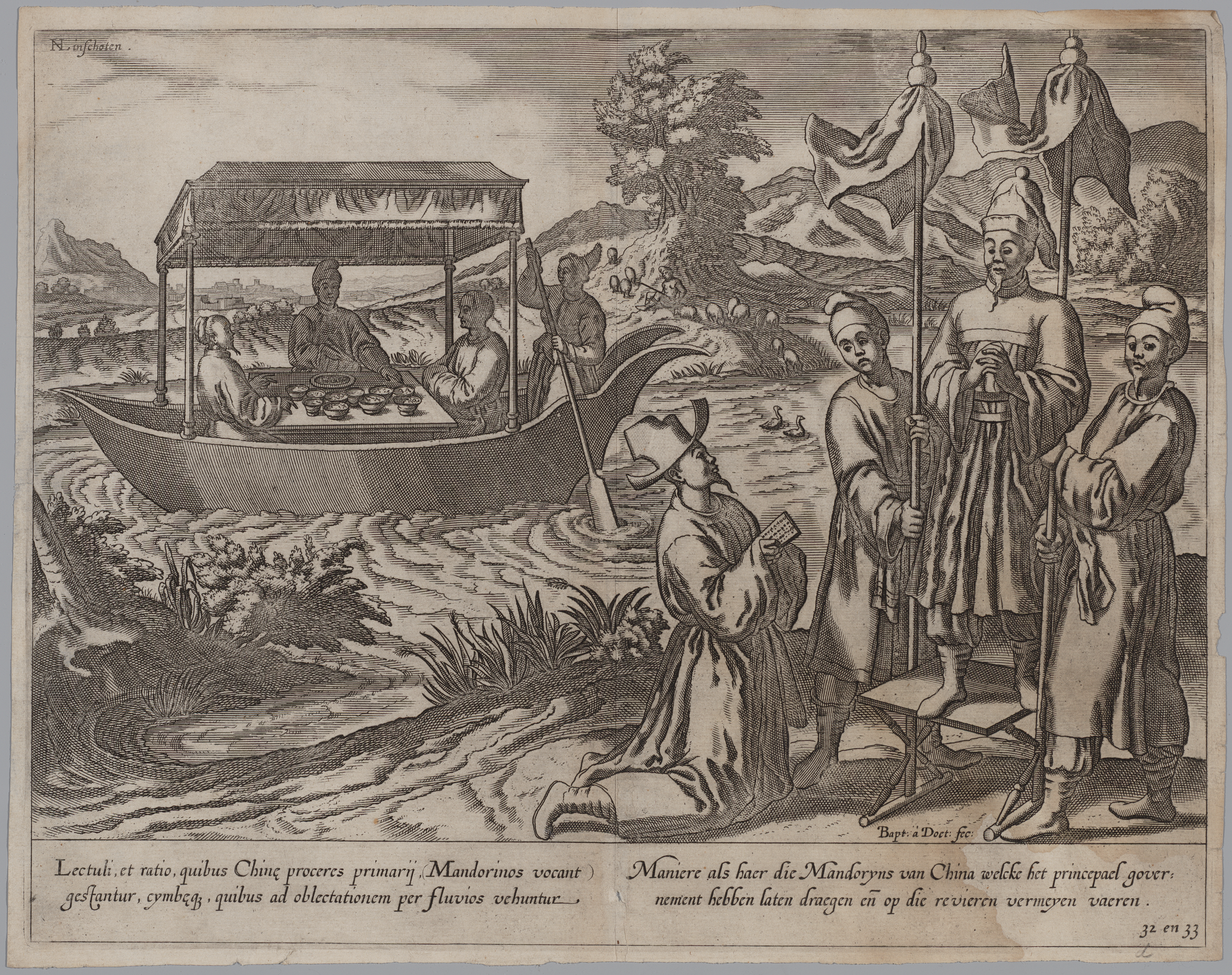
Maniere als haer die Mandaryns van China welcke het princepael governement hebben laten draegen en op die revieren vermeyen vaeren. Baptista van Doetechum, kopergravure, 1604

Het woord mandarijn in de betekenis van functionaris is via het Portugees in andere Europese talen terechtgekomen. Het woord is oorspronkelijk door Portugezen ontleend aan het woord mantari in het Maleis, dat betekenissen kon hebben als raadsman van de vorst, minister, besturend ambtenaar. In het Portugees werd dat mandarim, waarschijnlijk omdat een verband werd gelegd met het Portugese mandar, dat de betekenis van bevelen heeft.
De eerste keer dat het woord in een Nederlandse tekst voortkomt is in 1596. In het Itinerarium, ofte Schipvaert naer Oost ofte Portugaels Indien van Jan Huyghen van Linschoten staat de opmerking Die Mandaryns van China welcke het princepael governement hebben. Het woord mandarijn had overigens in deze periode nog niet specifiek betrekking op alleen China. Het woord werd vooral gebruikt om meer in het algemeen een hoge Aziatische ambtenaar aan te duiden. Pas na enige tijd werd het gebruik van het woord beperkt tot het aanduiden van alleen Chinese bestuursambtenaren. Een Nederlandse tekst uit 1682 meldt de naem mandarijn is geen Chineesch woord, maar voortgekomen van de Portugeezen, welcke alle magistraten in China dien naem geven, willende daarmeê soveel seggen, als de Nederlanders met ‘t woord Commandeur. Daarna werd het ook de naam van de taal die de mandarijnen met elkaar spraken, nu als standaardmandarijn de officiële spreektaal van zowel de Volksrepubliek China als Taiwan.

## Chinees examenstelsel

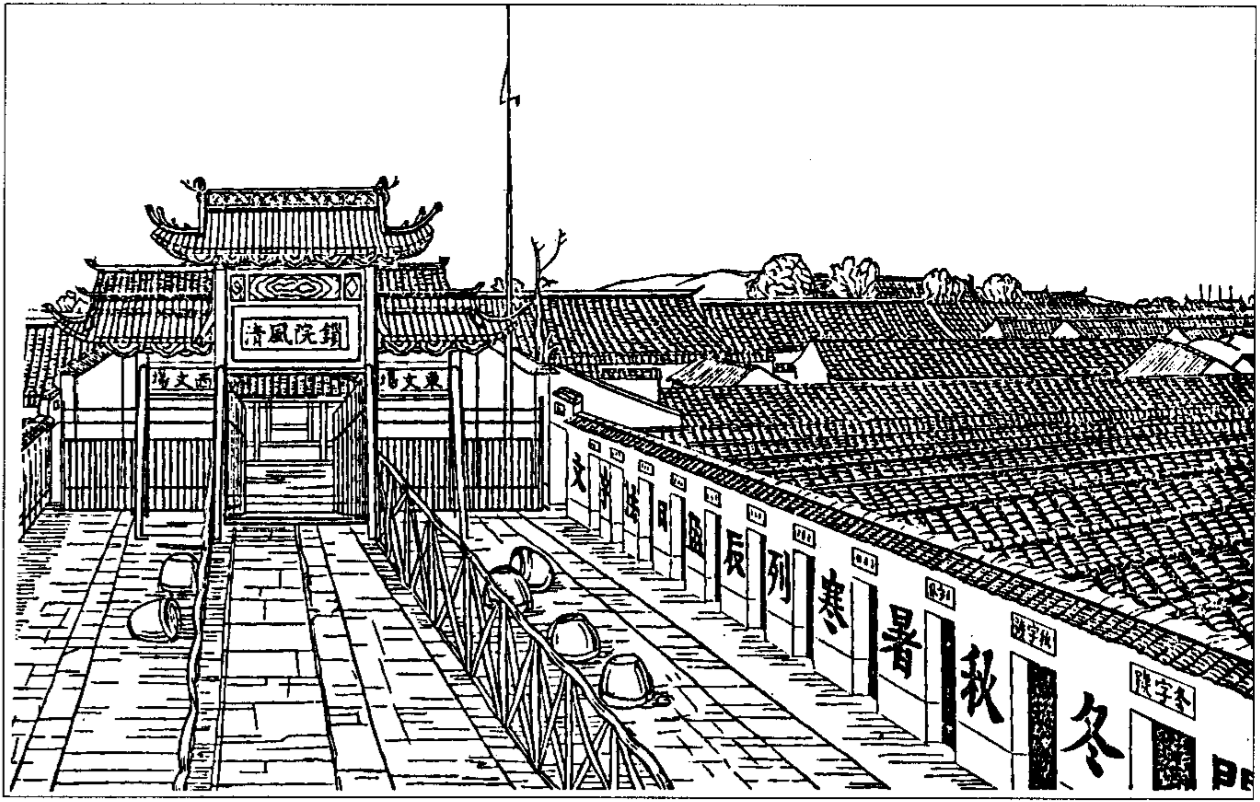
De ingang tot de hal van het examengebouw in Nanking. Hier werden examens met 10.000 kandidaten tegelijkertijd afgenomen

Toegang tot bestuurlijke en ambtelijke functies werd verkregen door succes bij het Chinees examenstelsel. Het curriculum kon tijdens verschillende dynastieën enigszins variëren. De kern van de examenstof werd echter altijd gevormd door kennis van de confucianistische klassieken.
Het examen op het laagste niveau werd afgenomen onder de verantwoordelijkheid van provinciale autoriteiten in of nabij de woonplaats van de kandidaten. Er zijn afhankelijk van de periode enige verschillen in percentages geslaagden, maar in geen enkele dynastie kwam dit boven de 10% uit. Deze graad bezorgde de geslaagde veel prestige, gaf hem het recht om een bepaalde kledij te mogen dragen en leidde tot belastingvrijstelling voor hem en zijn familie. Het leidde echter maar zelden tot een baan als bestuursambtenaar.
Het tweede niveau van examens vond iedere drie jaar plaats in de provinciale hoofdstad. Dit examen duurde drie dagen en gedurende die dagen verbleven de kandidaten in een soort cel. Het percentage geslaagden was hier nog lager en lag vaak op 1 à 2%. Geslaagden verwierven nog groter prestige en economisch voordeel, maar ook deze graad leidde meestal slechts tot benoemingen in lagere functies.
Voor een carrière die kon leiden tot de ambtelijke top was het noodzakelijk het examen in de hoofdstad van het land af te leggen. Ook dit vond eens per drie jaar plaats. Hier slaagde globaal 3% tot 5% van de deelnemers. Ook succes in dit examen leidde niet automatisch tot een benoeming. De hoogsten in een vastgestelde rangorde konden na een periode in een van de departementen een hoge bestuurlijke functie in het land verwachten, maar dat gold lang niet voor allen.
In principe was het examensysteem voor iedereen toegankelijk. Feitelijk was een meerderheid van kandidaten afkomstig uit welgestelde families, die de kosten voor de studie van de kandidaat kon financieren. Vanaf de Song-dynastie tot het eind van het systeem in begin twintigste eeuw zijn er echter ook veel voorbeelden te noemen van kandidaten uit aanzienlijk minder welgestelde tot echt arme families die via het systeem tot de hoogste functies konden opklimmen.

## Administratieve structuur
Het kerngebied van China had tijdens de Ming-dynastie ( 1368-1644) en Qing-dynastie (1644-1911) achttien provincies met aan het hoofd een gouverneur. In de grootste provincies was daarnaast ook een gouverneur-generaal aanwezig. Soms had een gouverneur-generaal ook het hoogste gezag over twee provincies. Onder het provinciale niveau waren er prefecturen met een prefect als belangrijkste functionaris. Daarna volgde het districtsniveau. Afhankelijk van de grootte kon een provincie zeven tot dertien prefecturen hebben. Een prefectuur had meestal zeven of acht districten. Er waren in China dus ongeveer achttienhonderd districten.
Binnen het systeem gold een regel die vertaald uit het Chinees luidt als de wet van vermijding. Veel functionarissen waren vaak rijke landeigenaren. Hun eigen economische en sociale positie berustte op dat eigendom. Functionarissen werkten dan ook altijd in een andere provincie dan de provincie waarin zij eigendom hadden. Ook hun naaste collega's konden nooit uit die provincie afkomstig zijn. Om te vermijden dat een functionaris zich te veel zou identificeren met de provincie waarin hij werkte was er rotatiesysteem voor lokale en provinciale bestuurders, dat erop gericht was dat uitoefening van een functie in dezelfde provincie gewoonlijk niet langer duurde dan gemiddeld drie jaar. Gedurende hun carrière werden deze bestuursfunctionarissen dus op vele plaatsen en provincies in het land ingezet.
Mandarijnen waren daarnaast werkzaam bij de ministeries en het hof in Peking of als specialist op het gebied van grote infrastructurele projecten als bijvoorbeeld het onderhoud van het Keizerskanaal. Het beeld van de mandarijn wordt echter in de – ook Chinese – literatuur voor een belangrijk deel bepaald door de functionaris die werkzaam was op het districtsniveau.

## De mandarijn op districtsniveau

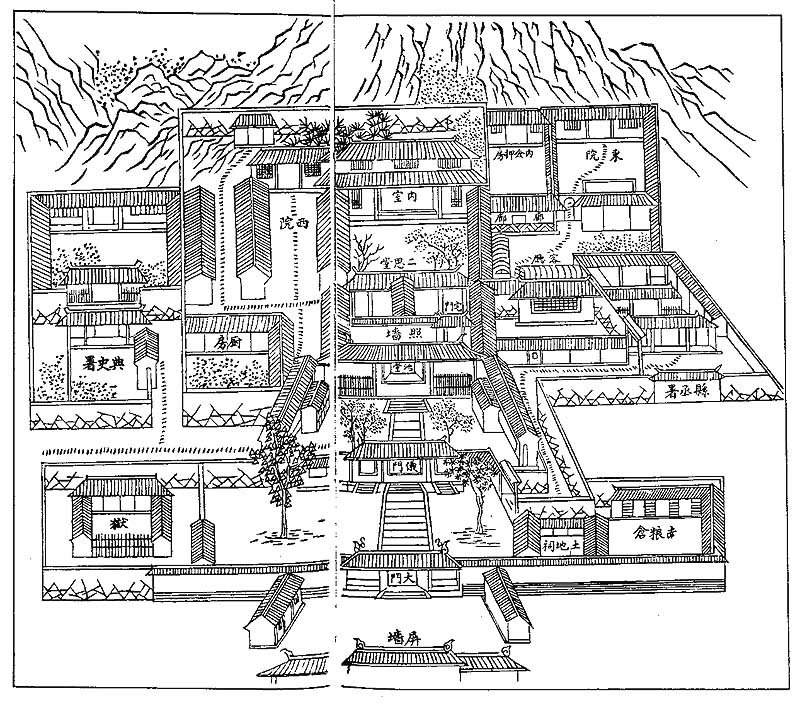
Plattegrond uit 1803 van een yamen in Shaoxing in de provincie Zhejiang

De ongeveer achttienhonderd districten waren uiteraard verschillend in omvang en in bevolkingsaantal. De meeste hadden een omvang tussen de 1500 km² en 2500 km². Het bevolkingsaantal kon tijdens de Qing-dynastie variëren van 100.000 naar haast 1.000.000 inwoners in het dichtstbevolkte gebied.
De hoofdtaken van de districtsbestuurder waren de handhaving van de wet en openbare orde, vrijwel alle taken op het gebied van justitie en de inning van belastingen. Hij was verder verantwoordelijk voor onderwijs, welzijn meer in het algemeen en de verdediging van het gebied tegen eventuele invallen. Daarnaast had hij een aantal ceremoniële en religieuze verplichtingen.

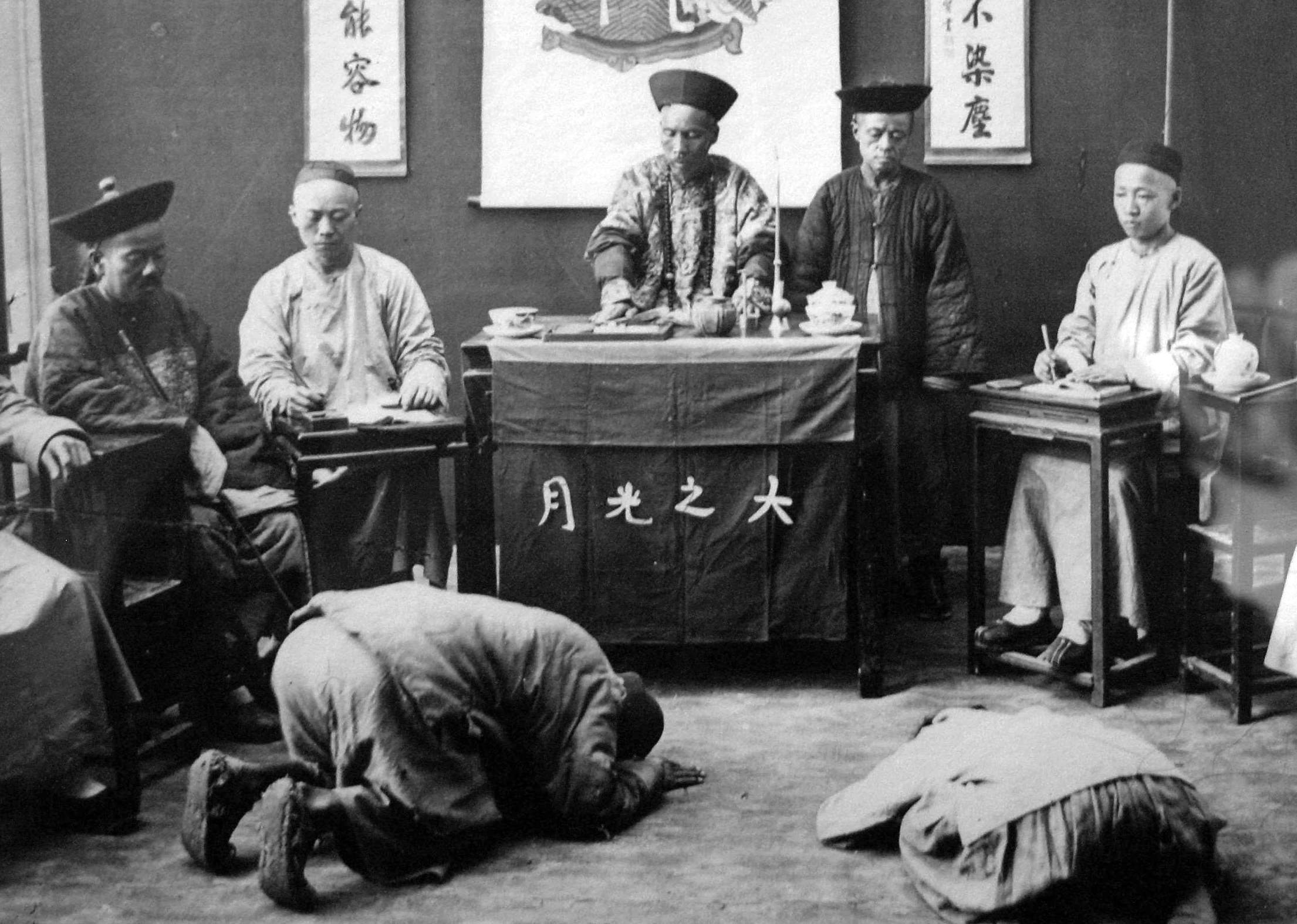
Een mandarijn, stafleden en verdachten bij een proces in 1889

Hij woonde met zijn gezin in de yamen, een gebouwencomplex dat ook alle kantoren en werkruimtes voor zijn staf bevatte. De belangrijkste stafleden waren meestal personen die wel geslaagd waren voor het laagste niveau van het examenstelsel, maar zelf geen functie als bestuursambtenaar hadden weten te verwerven. Vaak functioneerden die als de privé- secretarissen van de mandarijn.
De meeste tijd besteedde de functionaris en zijn staf aan de voorbereiding op een proces en het proces zelf. Een aantal dagen per maand ontving hij burgers van het district om bijvoorbeeld klachten aan te horen. Hij deed zelf onderzoek naar criminaliteit. De functionaris was aanwezig bij alle rechtszaken in zijn gebied, zowel op het gebied van strafrecht als burgerlijk recht. In afwezigheid van jury's en advocaten deed hij alle ondervragingen en nam ook de beslissing ten aanzien van het vonnis. In de voorbereiding diende hij de zaak onderzocht te hebben en hij was dus feitelijk zowel politieofficier, aanklager en rechter.

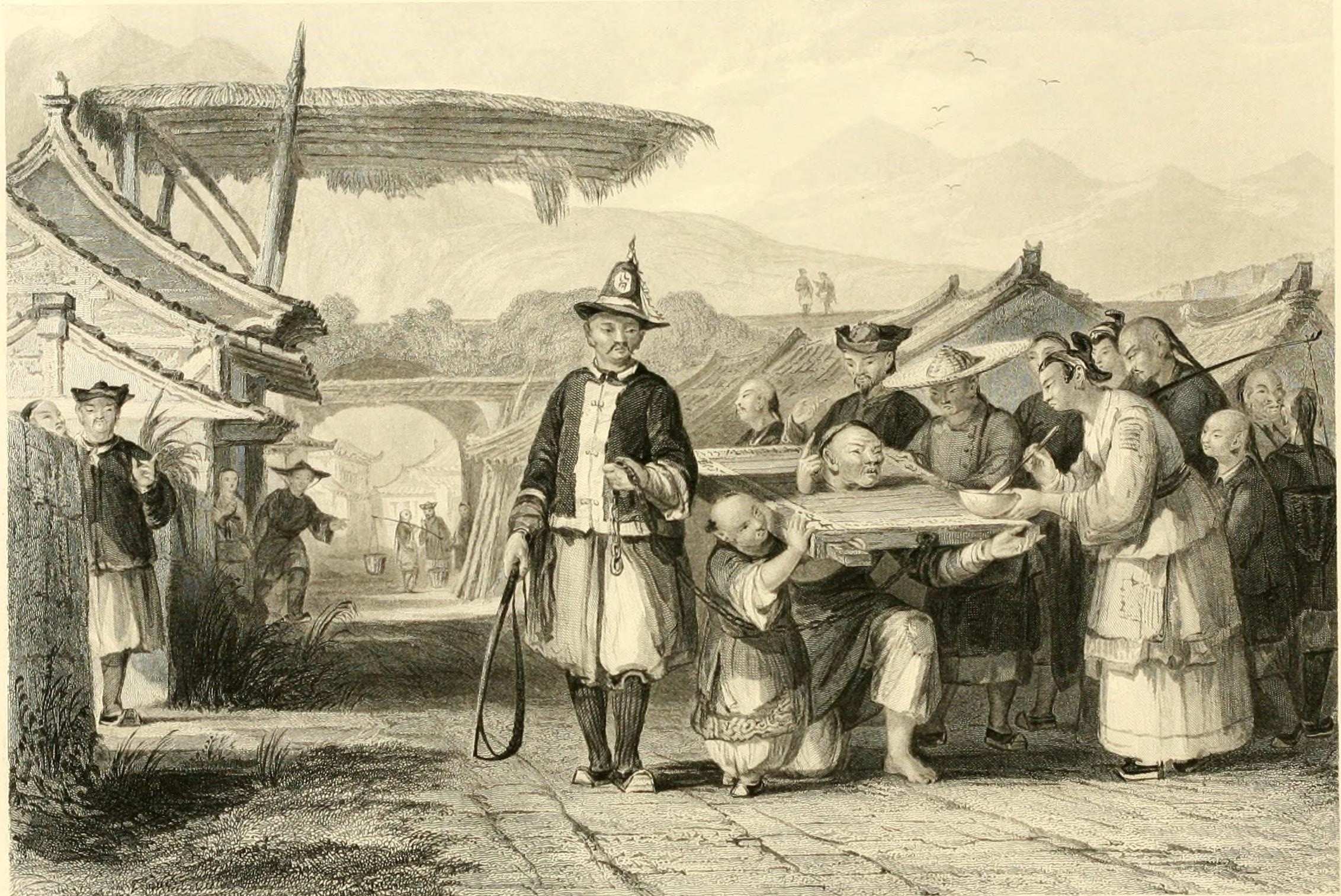
Uitvoering van de straf met de cangue

Op het niveau van het district had de mandarijn slechts de bevoegdheid tot het opleggen van een aantal slagen of het gedurende een vastgestelde tijd moeten dragen van een cangue. Als hij een zwaardere straf meer passend achtte, gaf hij daartoe een advies aan zijn superieuren die dan de formele beslissing namen. Het opleggen en uitvoeren van een doodstraf vereiste meestal ratificatie van of namens de keizer.
Zaken op het gebied van burgerlijk recht vroegen aanzienlijk meer tijd dan die op het gebied van strafrecht. Er was niet iets als een burgerlijk wetboek in China. Er was weerstand tegen dit soort codificatie, omdat beleidsmakers de vrees hadden dat dit zou leiden tot een te grote toename van het aantal processen. Dat zou ook haaks staan op de confuciaanse ideologie van de staat inzake de na te streven sociale harmonie.
Toch was er van midden achttiende eeuw een aanzienlijke toename van zaken op het gebied van burgerlijk recht. Die toename werd begin negentiende eeuw zo groot, dat mandarijnen op districtsniveau naar technieken begonnen te zoeken dit te beperken. Een gebruikelijke techniek was om een voorlopige uitspraak te doen, waarvan duidelijk was dat beide partijen daarmee ongelukkig zouden zijn. Vervolgens werden beide partijen dan uitgenodigd een vorm van conflictbehandeling te accepteren onder de dreiging dat een definitieve uitspraak na een volledig proces weleens identiek of nog ongunstiger zou kunnen zijn.
Een van de vaak vermelde zwakheden van het systeem was de kwaliteit van de overige staf, zoals bijvoorbeeld de klerken. Die waren verantwoordelijk voor zaken als het opstellen van concept-rapporten, bijhouden van belastingaangiften en archiefwerkzaamheden. Dat waren lokale krachten die vatbaar waren voor omkoping. De magistraat was vaak van hen afhankelijk,omdat zij op de hoogte waren van lokale omstandigheden, hun bekendheid met overheidsvoorschriften en hij vaak het lokale dialect niet begreep. In de Chinese literatuur wordt deze groep steeds als corrupt beschreven.
Een andere groep waren de koeriers, die ook lokaal gerekruteerd werden. Zij zorgden voor de communicatie van bevelen en boodschappen van de mandarijn naar de dorpen in het district. Andere taken waren onder meer de inning van de belasting, arrestatie van verdachten, martelen om bekentenissen te verkrijgen en het uitvoeren van de opgelegde lijfstraffen. Een koerier werd meestal door de rest van de bevolking veracht. Het was niet ongebruikelijk dat familieclans personen die een functie als koerier accepteerden uitstootten. Het was met name de corruptie van koeriers en klerken die een meerderheid van het ongeletterde deel van de bevolking terughoudend maakte om met de mandarijn en zijn staf in contact te komen.
Mandarijnen waren verplicht de bevolking van het district te verdelen in groepen van soms tien, maar in ieder geval groepen van honderd en duizend huishoudens. Voor ieder van die eenheden werd een hoofd benoemd. Ieder huishouden had een bord aan de voordeur waarop naam, leeftijd, bezigheid van het hoofd van het huishouden vermeld was, alsmede de namen van alle andere leden. De hoofden van eenheden waren verplicht de namen van iedere verhuizing aan het kantoor van de mandarijn door te geven. Twee maal in de maand moest gerapporteerd worden of er onwettige dan wel incorrect geachte activiteiten waren voorgevallen. Het systeem werkte slecht. Als belangrijkste oorzaak wordt genoemd dat er niet voldoende menskracht was om het systeem te beheersen en de rapportages te verwerken.
De mandarijn kreeg hulp van de lokale elite. Dat was een groep die meestal dezelfde opleiding had genoten als de mandarijn. Zij waren meestal belast met het bevel over en de organisatie van plaatselijke milities. Deze groep was in staat fondsen te werven voor liefdadige doeleinden en publieke werken in het district. Van de mandarijn werd verwacht dat hij uit eigen inkomsten en vermogen hieraan zou bijdragen. Er werd verwacht dat hij maandelijks een aantal activiteiten zou financieren voor groepen als ouderen en weduwen. Meerdere malen per maand bracht hij offers in de tempel gewijd aan Confucius en de beschermende godheid van het gebied of de stad.
De salariëring van de mandarijn op het niveau van het district was matig. In de periode van de keizer Yongzheng ( r. 1722-135) werd een verhoging van dat salaris doorgevoerd onder het motto meer geld voor eerlijker gedrag. Ook daarna bleven veel mandarijnen grote moeite hebben om al hun verplichtingen te financieren.
De staat van dienst van een mandarijn werd iedere drie jaar geëvalueerd. Bij een positieve beoordeling was er een kans op promotie of zelfs een audiëntie bij de keizer. De kans op promotie was overigens feitelijk niet groot. Het grootste probleem was – met name tijdens de late Qing-dynastie – het gebrek aan voldoende ambtelijke functies. In de achttiende eeuw was er een aanzienlijke stijging van het aantal geslaagden voor de examens. De toename van het aantal opgeleiden verhield zich echter niet met de ideologie van de Qing van een kleine overheid. Het nagestreefde ideaal van een goedhartig bestuur verhinderde ook de beslissing om belastingen te verhogen en met die opbrengst het aantal gesalarieerden te verhogen.
Bij een negatief oordeel kon demotie, ontslag en zelfs straf volgen. Het gevolg van het systeem was dat mandarijnen op districtsniveau vaak risicomijdend gedrag toonden en de nadruk legden op taken en verantwoordelijkheden waarvan men wist, dat die door superieuren gewenst waren. In de periode van Qing-dynastie was dat vooral het goed georganiseerd hebben van de belastinginning.

## In de literatuur
In Chinese romans en de Peking-opera wordt de rol van de mandarijn op districtsniveau vaak verbeeld. Dat is vrijwel altijd in een positieve rol. In veel gevallen is hij de held van het verhaal. Robert van Gulik baseerde zijn detectiveverhalen over Rechter Tie op een verhaal van een anonieme Chinese auteur uit de achttiende eeuw waarin de districtsfunctionaris Di Renjie een aantal misdaden oplost.